# 인드르지흐 스타네크
인드르지흐 스타네크(체코어: Jindřich Staněk, 1996년 4월 27일~)는 체코의 축구 선수이다. 1. 체스카 포트발로바 리가의 슬라비아 프라하와 체코 축구 국가대표팀에서 골키퍼로 활동하고 있다.

## 구단 경력
스파르타 프라하에서 선수 생활을 시작한 그는 2013년에 1군에서 3번을 벤치에서 보냈다.
2014년 1월 31일, 프리미어리그 구단인 에버턴에 입단했으며, 2015년 9월 29일에 임대로 하이드 유나이티드에 합류하여 총 5번 출전했다.
2016년 6월, 에버턴에서 한 번도 출전하지 못하며 구단에서 방출되었다.

## 국가대표팀 경력
16세 이하 부터 21세 이하까지 모든 연령별 체코 대표팀을 거쳤다.
2021년 9월 5일, 벨기에와의 월드컵 예선전에서 부상당한 토마시 바츨리크를 대신하여 교체 출전하며 체코 A대표팀에 데뷔했다. 3일 후 우크라이나와 경기에서 첫 선발전을 가졌다.